# サムライジャック
『サムライジャック』（Samurai Jack）は、カートゥーン ネットワーク オリジナルのアメリカのテレビアニメ。原作・監督はゲンディ・タルタコフスキー。本格的なアクションと人死にありのシリアスな作風でカートゥーン界に革新を起こした、2000年代のCNを代表するアニメのひとつ。
2001年8月10日から2004年9月25日まで4シーズン52話が放映。物語としては未完のままだったが、完結編となるシーズン5がアダルトスイム枠（流血表現のためか）で2017年3月11日から5月20日まで計10話放送された。全62話。日本では2002年4月7日から放送が開始。シーズン5に関しては未放送である。
第56回プライムタイム・エミー賞受賞。

## ストーリー
はるか昔、平和だった日本国が突如、謎の悪魔「アク」によって襲われた。難を逃れた王の息子は、諸国を放浪しつつ様々な武術を習得し、数年後、成長した青年はかつて封印に使われた「魔力の刀」を手に民を苦しめたアクに立ち向かう。だが止めを刺そうとした矢先、アクの魔力によってエイリアンや空飛ぶ車の溢れる未来へ飛ばされる。彼はたどり着いた未来で「サムライジャック」と名乗る。未来でもアクの支配は続いているため、ジャックはアクの支配から人々を救うためアクと戦いながら過去へと戻る方法を探し続ける。

## 登場人物
ジャック [Jack]
声 - 宇梶剛士、久保田恵（少年時代） / 英 - フィル・ラマール
本作の主人公。髷を結い白い着流しに刀を差し、下駄を履いている日本人の男。無口気味であるが義侠心溢れる性格。
武芸全般に優れ、普段は刀を用いているが、場合に応じて弓、槍なども使い分ける。また、素手での格闘技にも長けている。さらに、アクの軍団との戦いの準備のために、弓矢などの武具を自作していた事もあり、意外に器用。
彼の持つ刀は正義の力が宿った魔力の刀であり、凄まじい切れ味を誇るとともに、決して折れたり刃こぼれしたりすることはない。また、正義の心を持つものを傷つけることはないという特徴ももっている。さらに、天人の力を宿すこともあり、非常に強力になることもある（その破壊力は強敵も簡単に打ち倒せる）。
ジャックは未来世界のチンピラに「ヘイ、ジャック（よう、あんちゃん）」と呼ばれたことから思いついた偽名で、それ以来自分の名を名乗る時は、しばしば「人呼んでジャックと申す」と言う。本名は明らかにされていない。
アク [Aku]
声 - 菅原文太（シーズン1 - 4） / 英 - マコ岩松（シーズン1 - 4）、グレッグ・ボールドウィン（シーズン5）
本作のカートゥーン ネットワーク・ヴィランズ。ジャックの最大の敵で、全てを支配する悪の帝王。影のように黒い身体とシーサーあるいは獅子舞のような顔を持つ。かつて神により倒された邪悪なるモノの一部から生まれた。ジャックの父により封印されていたが、ジャックが幼い頃封印が解かれ目を覚ます。かつてジャックと戦い一度は劣勢に追い込まれるも、彼を未来に追い出す形でタイムトラベルさせて事なきを得た。言動には茶目っ気があり、また行動も少々間抜けさが感じられるが、本来の性格は残虐非道にして狡猾。サソリ、蛸、ヒューマノイド等変幻自在の姿を持つ。
本編中での発音は「アクゥ」に近い。
ジャックの父 [Jack's father]
声 - 佐々木敏 / 英 - サブ・シモノ、キーオン・ヤング（若い頃）、ジェフ・ベネット（ゲーム版）
とある日本風の国の王（武将）。かつてアクと戦い、封印する事に成功したが、復活したアクにより奴隷にされてしまう。アクが復活したときにジャックを逃がし、世界中を旅させて各地の武芸を学ばせた。
ジャックが飛ばされた未来においては既に故郷は滅んでいる。
スコットマン [The Scotsman]
声 - 沢木郁也 / 英 - ジョン・ディマジオ
口と態度の悪いスコットランド人の大男。大剣（クレイモア）を扱う達人で、義足にはマシンガンが仕込まれている。彼の剣には魔法の呪文が刻まれており、ジャックの刀でも傷つけることはできない。後にジャックと親友の間柄になる。ハギスが好物。妻（声 - 磯辺万沙子 / 英 - ルース・ウィリアムソン）がいる。本作唯一の準レギュラーキャラ。
シーズン5では車椅子に乗り、義足はガトリングとなっている。軍隊を率いてアクに挑んだが、アクのビームで骨となり、灰と化した。

## スタッフ

### メインスタッフ
- 原作・監督・プロデューサー・録音監督 - ゲンディ・タルタコフスキー
- 構成 - エイミー・キーティング・ロジャース（シーズン1 - 4）→ダリック・バックマン（シーズン5）
- アートディレクター - ダン・クラール（シーズン1 - 4）、スコット・ウィルス
- キャラクターデザイン - リン・ネイラー・リカルディ、デクスター・スミス、ポール・ルーディッシュ、シャケ・ホーナザリアン、クレイグ・ケルマン、他（シーズン1 - 4）→クレイグ・ケルマン（シーズン5）
- プロップデザイン - クリス・バトル、アンディ・ブランク、シェイン・ポインデクスター、他（シーズン1 - 4）→ダスティン・ダルノー、クリス・リカルディ（シーズン5）
- 音楽 - ジェイムズ・L・ヴェナブル（シーズン1 - 4）→タイラー・ベイツ with ジョアンナ・ヒギンボトム、ディーター・ハートマン（シーズン5）
- キャスティング・ディレクター - コレット・サンダーマン（シーズン1 - 4）→カリィ・ギマ・ファム（シーズン5）
- 編集 - ポール・ダグラス
- スーパーバイジング・プロデューサー - ブライアン・A・ミラー（シーズン2 - 4）→ケリー・クルーズ（シーズン5）
- ラインプロデューサー - ダイアナ・リッチ（シーズン2 - 4）
- アニメーション制作 - カートゥーン・ネットワーク・スタジオ
- 制作協力 - ラフ・ドラフト・スタジオ（シーズン1 - 4）→デジタルeメイション（シーズン5）
- 製作 - カートゥーン・ネットワーク（シーズン1 - 4）→ウィリアムズ・ストリート（シーズン5）

### 日本語版製作スタッフ
- エグゼクティブ・プロデューサー - 松下健司（27 - 39）
- プロデューサー - 伊藤文子（1 - 26）、末次信二（27 - ）
- 翻訳 - 佐藤一公
- 演出 - 加藤敏
- 録音/調製 - 田中和成（1 - 3）、阿部直子（4 - 13）、大浦伸浩（14 - 26）、吉本晋（27 - 39）
- 制作担当 - 小野寺徹（1 - 39）、高橋澄（1 - 26）、丸山晋（1 - 39）
- 制作 - カートゥーン ネットワーク、東北新社

## 放映リスト
| 話数      | サブタイトル                             | 原題                                                         | 脚本&ストーリーボード                                                           | 演出                                                               | 日本放送日     |
| シーズン1 | シーズン1                                | シーズン1                                                    | シーズン1                                                                       | シーズン1                                                          | シーズン1      |
| --------- | ---------------------------------------- | ------------------------------------------------------------ | ------------------------------------------------------------------------------- | ------------------------------------------------------------------ | -------------- |
| 1         | EPISODIC I                               | EPISODIC I The Beginning                                     | ポール・ルーディッシュ ゲンディ・タルタコフスキー                               | ゲンディ・タルタコフスキー                                         | 2002年4月12日  |
| 2         | EPISODIC II                              | EPISODIC II The Samurai Called Jack                          | ポール・ルーディッシュ ゲンディ・タルタコフスキー                               | ゲンディ・タルタコフスキー                                         | 2002年4月12日  |
| 3         | EPISODIC III                             | EPISODIC III The First Fight                                 | ポール・ルーディッシュ ゲンディ・タルタコフスキー                               | ゲンディ・タルタコフスキー                                         | 2002年4月19日  |
| 4         | EPISODIC IV                              | EPISODIC IV Jack, the Woolies, and the Chritchellites        | クリス・リカルディ クリス・ミッチェル                                           | ランディ・マイヤーズ ゲンディ・タルタコフスキー                    | 2002年4月19日  |
| 5         | EPISODIC V                               | EPISODIC V Jack In Space                                     | チャーリー・ビーン キャリー・ヨスト                                             | ロブ・レンゼッティ ゲンディ・タルタコフスキー                      | 2002年4月26日  |
| 6         | EPISODIC VI                              | EPISODIC VI Jack And The Warrior Woman                       | マイク・マンリー ゲンディ・タルタコフスキー                                     | ロブ・レンゼッティ ゲンディ・タルタコフスキー                      | 2002年4月26日  |
| 7         | EPISODIC VII                             | EPISODIC VII Jack And The Three Blind Archers                | マーク・アンドリューズ ブライアン・アンドリューズ                               | ゲンディ・タルタコフスキー                                         | 2002年5月3日   |
| 8         | EPISODIC VIII                            | EPISODIC VIII Jack versus Mad Jack                           | クリス・リカルディ クリス・ミッチェル                                           | ランディ・マイヤーズ ゲンディ・タルタコフスキー                    | 2002年5月3日   |
| 9         | EPISODIC IX                              | EPISODIC IX Jack Under the Sea                               | クリス・リカルディ チャーリー・ビーン                                           | ロブ・レンゼッティ ゲンディ・タルタコフスキー                      | 2002年5月5日   |
| 10        | EPISODIC X                               | EPISODIC X Jack and the Lava Monster                         | マイク・マンリー                                                                | ロブ・レンゼッティ ゲンディ・タルタコフスキー                      | 2002年5月5日   |
| 11        | EPISODIC XI                              | EPISODIC XI Jack and the Scotsman, Part 1                    | マーク・アンドリューズ ブライアン・アンドリューズ                               | ロブ・レンゼッティ ゲンディ・タルタコフスキー                      | 2002年5月5日   |
| 12        | EPISODIC XII                             | EPISODIC XII Jack and the Gangsters                          | クリス・リカルディ                                                              | ランディ・マイヤーズ ゲンディ・タルタコフスキー                    | 2002年5月5日   |
| 13        | EPISODIC XIII                            | EPISODIC XIII Aku's Fairy Tales                              | クリス・ミッチェル キャリー・ヨスト                                             | ロブ・レンゼッティ ゲンディ・タルタコフスキー                      | 2002年5月5日   |
| シーズン2 |                                          |                                                              |                                                                                 |                                                                    |                |
| 14        | EPISODIC XIV                             | EPISODIC XIV Jack Learns To Jump Good                        | ブライアン・アンドリューズ ブライアン・ラーセン                                 | ランディ・マイヤーズ ゲンディ・タルタコフスキー                    | 2002年11月1日  |
| 15        | EPISODIC XV                              | EPISODIC XV Jack Tales                                       | エリック・ヴィーゼ クリス・ミッチェル                                           | ロブ・レンゼッティ ゲンディ・タルタコフスキー                      | 2002年11月1日  |
| 16        | EPISODIC XVI                             | EPISODIC XVI Jack and the Smackback                          | クリス・リカルディ                                                              | ランディ・マイヤーズ ゲンディ・タルタコフスキー                    | 2002年11月8日  |
| 17        | EPISODIC XVII                            | EPISODIC XVII Jack and the Scotsman, Part 2                  | マーク・アンドリューズ                                                          | ランディ・マイヤーズ ゲンディ・タルタコフスキー                    | 2002年11月15日 |
| 18        | EPISODIC XV                              | EPISODIC XVII Jack and the Ultra-robots                      | ブライアン・アンドリューズ ブライアン・ラーセン                                 | ロブ・レンゼッティ ゲンディ・タルタコフスキー                      | 2002年11月22日 |
| 19        | EPISODIC XIX                             | EPISODIC XIX Jack Remembers the Past                         | ブライアン・アンドリューズ ブライアン・ラーセン                                 | ロブ・レンゼッティ ゲンディ・タルタコフスキー                      | 2002年11月22日 |
| 20        | EPISODIC XX                              | EPISODIC XX Jack and the Monks                               | エリック・ヴィーゼ チャーリー・ビーン                                           | ロブ・レンゼッティ ゲンディ・タルタコフスキー                      | 2002年11月29日 |
| 21        | EPISODIC XXI                             | EPISODIC XXI Jack and the Farting Dragon                     | クリス・リカルディ アーロン・シュプリンガー                                     | ロブ・レンゼッティ ゲンディ・タルタコフスキー                      | 2002年11月29日 |
| 22        | EPISODIC XXII                            | EPISODIC XXII Jack and the Hunters                           | ゲンディ・タルタコフスキー                                                      | ロブ・レンゼッティ ゲンディ・タルタコフスキー                      | 2003年1月1日   |
| 23        | EPISODIC XXIII                           | EPISODIC XXIII Jack versus Demongo, the Soul Collector       | マーク・アンドリューズ                                                          | ランディ・マイヤーズ ゲンディ・タルタコフスキー                    | 2003年1月1日   |
| 24        | EPISODIC XXIV                            | EPISODIC XXIV Jack Is Naked                                  | クリス・リカルディ アーロン・スプリンガー                                       | ロブ・レンゼッティ ランディ・マイヤーズ ゲンディ・タルタコフスキー | 2003年1月1日   |
| 25        | EPISODIC XXV                             | EPISODIC XXV Jack and the Spartans                           | ブライアン・アンドリューズ ブライアン・ラーセン                                 | ランディ・マイヤーズ ゲンディ・タルタコフスキー                    | 2003年1月1日   |
| 26        | EPISODIC XXVI                            | EPISODIC XXVI Jack's Sandals                                 | ポール・ルディース チャーリー・ビーン                                           | ロブ・レンゼッティ ランディ・マイヤーズ ゲンディ・タルタコフスキー | 2003年1月1日   |
| シーズン3 |                                          |                                                              |                                                                                 |                                                                    |                |
| 27        | EPISODIC XIV                             | EPISODIC XXVII Chicken Jack                                  | クリス・リカルディ アーロン・スプリンガー                                       | ロブ・レンゼッティ ゲンディ・タルタコフスキー                      |                |
| 28        | EPISODIC XV                              | EPISODIC XXVIII Jack and the Rave                            | クリス・ミッチェル エリック・ヴィーゼ                                           | ランディ・マイヤーズ ゲンディ・タルタコフスキー                    |                |
| 29        | EPISODIC XXIX                            | EPISODIC XXIX The Good, the Bad, and the Beautiful           | ポール・ルーディッシュ チャーリー・ビーン                                       | ロブ・レンゼッティ ゲンディ・タルタコフスキー                      |                |
| 30        | EPISODIC XXX                             | EPISODIC XXX Jack and the Zombies                            | ブライアン・アンドリューズ ブライアン・ラーセン                                 | ゲンディ・タルタコフスキー                                         |                |
| 31        | EPISODIC XXXI                            | EPISODIC XXXI Jack in Egypt                                  | ブライアン・アンドリューズ ブライアン・ラーセン                                 | クリス・サヴィーノ ゲンディ・タルタコフスキー                      |                |
| 32        | EPISODIC XXXII                           | EPISODIC XXXII Jack and the Traveling Creatures              | エリック・ヴィーゼ ゲンディ・タルタコフスキー                                   | ランディ・マイヤーズ ゲンディ・タルタコフスキー                    |                |
| 33        | EPISODIC XXXIII                          | EPISODIC XXXIII Jack and the Creature                        | クリス・リカルディ アーロン・シュプリンガー                                     | ロブ・レンゼッティ ゲンディ・タルタコフスキー                      |                |
| 34        | EPISODIC XXXIV                           | EPISODIC XXXIV Jack and Swamp Monster                        | ポール・ルーデッシュ チャーリー・ビーン                                         | ランディ・マイヤーズ ゲンディ・タルタコフスキー                    |                |
| 35        | EPISODIC XXXV                            | EPISODIC XXXV Jack and the Haunted House                     | クリス・リカルディ アーロン・スプリンガー                                       | ランディ・マイヤーズ ゲンディ・タルタコフスキー                    |                |
| 36        | EPISODIC XXXVI                           | EPISODIC XXXVI Jack, the Monks, and the Ancient Master's Son | ブライアン・アンドリューズ ブライアン・ラーセン                                 | ランディ・マイヤーズ ゲンディ・タルタコフスキー                    |                |
| 37        | EPISODIC XXXVII アク誕生の秘密 - 前編 -  | EPISODIC XXXVII The Birth of Evil, Part 1                    | ドン・シャンク ゲンディ・タルタコフスキー                                       | ロブ・レンゼッティ ランディ・マイヤーズ ゲンディ・タルタコフスキー |                |
| 38        | EPISODIC XXXVIII アク誕生の秘密 - 後編 - | EPISODIC XXXVIII The Birth of Evil, Part 2                   | ドン・シャンク ゲンディ・タルタコフスキー                                       | ロブ・レンゼッティ ランディ・マイヤーズ ゲンディ・タルタコフスキー |                |
| 39        | EPISODIC XXXIX                           | EPISODIC XXXIX Jack and the Labyrinth                        | ドン・シャンク                                                                  | ロブ・レンゼッティ ゲンディ・タルタコフスキー                      |                |
| シーズン4 |                                          |                                                              |                                                                                 |                                                                    |                |
| 40        | EPISODIC XL                              | EPISODIC XL Samurai versus Ninja                             | ブライアン・アンドリューズ ブライアン・ラーセン                                 | ロブ・レンゼッティ ランディ・マイヤーズ ゲンディ・タルタコフスキー |                |
| 41        | EPISODIC XLI                             | EPISODIC XLI Robo-Samurai versus Mondo Bot                   | ブライアン・アンドリューズ ブライアン・ラーセン ジム・スミス エリック・ヴィーゼ | ランディ・マイヤーズ ゲンディ・タルタコフスキー                    |                |
| 42        | EPISODIC XLII                            | EPISODIC XLII Samurai versus Samurai                         | クリス・リカルディ アーロン・スプリンガー                                       | ロブ・レンゼッティ ゲンディ・タルタコフスキー                      |                |
| 43        | EPISODIC XLIII                           | EPISODIC XLIII The Aku Infection                             | ポール・ルーディッシュ チャーリー・ビーン                                       | ランディ・マイヤーズ ゲンディ・タルタコフスキー                    |                |
| 44        | EPISODIC XLIV                            | EPISODIC XLIV The Princess and the Bounty Hunters            | ブライアン・アンドリューズ ブライアン・ラーセン                                 | ロブ・レンゼッティ ゲンディ・タルタコフスキー                      |                |
| 45        | EPISODIC XLV                             | EPISODIC XLV Scotsman Saves Jack, Part 1                     | ブライアン・アンドリューズ ブライアン・ラーセン                                 | ランディ・マイヤーズ ゲンディ・タルタコフスキー                    |                |
| 46        | EPISODIC XLVI                            | EPISODIC XLVI Scotsman Saves Jack, Part 2                    | ブライアン・アンドリューズ ブライアン・ラーセン                                 | ランディ・マイヤーズ ゲンディ・タルタコフスキー                    |                |
| 47        | EPISODIC XLVII                           | EPISODIC XLVII Jack and the Flying Prince and Princess       | ポール・ルーディッシュ                                                          | クリス・サヴィーノ ゲンディ・タルタコフスキー                      |                |
| 48        | EPISODIC XLVIII                          | EPISODIC XLVIII Jack versus Aku                              | クリス・リカルディ アーロン・スプリンガー                                       | ロブ・レンゼッティ ゲンディ・タルタコフスキー                      |                |
| 49        | EPISODIC XLIX 死の季節                   | EPISODIC XLIX The Four Seasons of Death                      | マーク・アンドリューズ ブライアン・アンドリューズ                               | ランディ・マイヤーズ ゲンディ・タルタコフスキー                    |                |
| 50        | EPISODIC L                               | EPISODIC L Tale of X9                                        | ブライアン・アンドリューズ ゲンディ・タルタコフスキー                           | ゲンディ・タルタコフスキー                                         |                |
| 51        | EPISODIC LI                              | EPISODIC LI Young Jack in Africa                             | エリック・ヴィーゼ ゲンディ・タルタコフスキー                                   | ロブ・レンゼッティ ゲンディ・タルタコフスキー                      |                |
| 52        | EPISODIC LII                             | EPISODIC LII Jack and the Baby                               | ポール・ルーディッシュ ゲンディ・タルタコフスキー                               | ロブ・レンゼッティ ゲンディ・タルタコフスキー                      |                |
| シーズン5 |                                          |                                                              |                                                                                 |                                                                    |                |
| 53        | EPISODIC LIII                            | EPISODIC XCII                                                | ブライアン・アンドリューズ ゲンディ・タルタコフスキー                           | ゲンディ・タルタコフスキー                                         | 未放送         |
| 54        | EPISODIC LIV                             | EPISODIC XCIII                                               | ブライアン・アンドリューズ ゲンディ・タルタコフスキー                           | ゲンディ・タルタコフスキー                                         | 未放送         |
| 55        | EPISODIC LV                              | EPISODIC XCIV                                                | デヴィッド・クレンツ ゲンディ・タルタコフスキー                                 | ゲンディ・タルタコフスキー                                         | 未放送         |
| 56        | EPISODIC LVI                             | EPISODIC XCV                                                 | ゲンディ・タルタコフスキー                                                      | ゲンディ・タルタコフスキー                                         | 未放送         |
| 57        | EPISODIC LVII                            | EPISODIC XCVI                                                | ブライアン・アンドリューズ ゲンディ・タルタコフスキー                           | ゲンディ・タルタコフスキー                                         | 未放送         |
| 58        | EPISODIC LVIII                           | EPISODIC XCVII                                               | ゲンディ・タルタコフスキー                                                      | ゲンディ・タルタコフスキー                                         | 未放送         |
| 59        | EPISODIC LIX                             | EPISODIC XCVIII                                              | ブライアン・アンドリューズ ゲンディ・タルタコフスキー                           | ゲンディ・タルタコフスキー                                         | 未放送         |
| 60        | EPISODIC LX                              | EPISODIC XCIX                                                | ゲンディ・タルタコフスキー                                                      | ゲンディ・タルタコフスキー                                         | 未放送         |
| 61        | EPISODIC LXI                             | EPISODIC C                                                   | ブライアン・アンドリューズ ゲンディ・タルタコフスキー                           | ゲンディ・タルタコフスキー                                         | 未放送         |
| 62        | EPISODIC LIXII                           | EPISODIC CI                                                  | ブライアン・アンドリューズ ゲンディ・タルタコフスキー                           | ゲンディ・タルタコフスキー                                         | 未放送         |

## 備考
- タイムトラベルされるシーンにて点滅表現が使用されているため、日本語版では当該シーンの映像が調整されている。
- 日本語版主演の宇梶はデビュー前に菅原の付き人を務めた師弟競演の作品でキャストの記者会見では公開アテレコも行われた。
- 日本語版でアクの吹替を務めた菅原文太が2014年11月27日に死去し、追悼企画として同年12月27日に本作の第37、38話が再放送された。
- 現在は、主に深夜帯にて、不定期に放送されている。[1]

## テレビゲーム
米国では2002年にゲームボーイアドバンス向けの『Samurai Jack: The Amulet of Time』、2004年にPlayStation 2、ニンテンドー ゲームキューブ向けの『Samurai Jack: The Shadow of Aku』が発売された。
2020年8月21日にはPlayStation 4、Xbox One、Nintendo Switch、Windows。macOS、iOS向けに『Samurai Jack: Battle Through Time』が発売された。2021年1月21日には日本でもDMM GAMESより『サムライジャック：時空の戦い』のタイトルでPS4、Switch、PC向けに発売された。